# Aleksandr Iszkow
Aleksandr Akimowicz Iszkow (ros. Александр Акимович Ишков, ur. 16 sierpnia?/29 sierpnia 1905 w Stawropolu, zm. 1 czerwca 1988 w Moskwie) – radziecki polityk, ludowy komisarz przemysłu rybnego ZSRR (1940–1946), trzykrotny minister przemysłu rybnego ZSRR (1946, 1948–1950 i 1954–1957), minister gospodarki rybnej ZSRR (1965–1979), minister przemysłu rybnego zachodnich rejonów ZSRR (1946–1948), Bohater Pracy Socjalistycznej (1975).

## Życiorys
Od 1919 elektromechanik, od 1921 elektromonter w Stawropolu, w latach 1925–1927 instruktor i sekretarz Komitetu Okręgowego Komsomołu w Stawropolu, od 1927 w WKP(b). W latach 1927–1929 sekretarz Komitetu Rejonowego Komsomołu, 1929–1930 słuchacz Praktycznej Akademii im. Andriejewa w Noworosyjsku. Od 1930 działacz związków rybaków, 1939–1940 zastępca ludowego komisarza, a od 3 lipca 1940 do 15 marca 1946 ludowy komisarz przemysłu rybnego ZSRR. Od 19 marca do 8 maja 1946 minister przemysłu rybnego ZSRR, od 8 maja 1946 do 28 grudnia 1948 minister przemysłu rybnego zachodnich rejonów ZSRR, od 28 grudnia 1948 do 6 lutego 1950 ponownie minister przemysłu rybnego ZSRR. W latach 1950–1952 zastępca ministra przemysłu rybnego ZSRR, 1952-1953 szef Głównego Zarządu Przemysłu Rybnego Basenu Azowsko-Czarnomorskiego Ministerstwa Przemysłu Rybnego ZSRR, od marca do listopada 1953 szef Głównego Zarządu Przemysłu Rybnego Południowych Basenów Ministerstwa Przemysłu Towarów Spożywczych ZSRR, 1953-1954 I zastępca ministra przemysłu towarów spożywczych ZSRR. Od 6 kwietnia 1954 do 10 maja 1957 minister przemysłu rybnego ZSRR, w latach 1957–1960 szef Wydziału Komisji Planowania Gospodarczego w randze ministra ZSRR, 1960–1962 szef Głównego Zarządu Gospodarki Rybnej przy Komisji Planowania Gospodarczego w randze ministra ZSRR, 1962–1963 przewodniczący Państwowego Komitetu Rady Ministrów ZSRR ds. gospodarki rybnej – minister ZSRR, 1963–1964 przewodniczący państwowego komitetu ds. gospodarki rybnej przy Radzie Gospodarki Ludowej ZSRR – minister ZSRR, 1964–1965 przewodniczący Państwowego Komitetu Produkcyjnego ds. gospodarki rybnej ZSRR – minister ZSRR, od 2 października 1965 do 6 lutego 1979 minister gospodarki rybnej ZSRR. W latach 1956–1981 zastępca członka KC KPZR. Deputowany do Rady Najwyższej ZSRR 2, 7 i 9 kadencji. Pochowany na Cmentarzu Kuncewskim.
W 2008 w Moskwie odsłonięto poświęconą mu tablicę pamiątkową.

### Odznaczenia
- Medal Sierp i Młot Bohatera Pracy Socjalistycznej (28 sierpnia 1975)
- Order Lenina (pięciokrotnie)
- Order Rewolucji Październikowej
- Order Czerwonego Sztandaru
- Order Czerwonego Sztandaru Pracy

Medale ZSRR i odznaczenia zagraniczne.